# DC擴展宇宙
DC擴展宇宙（英語：DC Extended Universe，簡稱）是由華納兄弟影業與DC漫畫共同開發的共享宇宙系列，以DC漫畫角色為基礎，透過電影、電視劇等跨媒體形式呈現。該系列始於2013年的《超人：鋼鐵英雄》，並在隨後十年間推出多部作品，最終以2023年的《水行俠 失落王國》作結。2022年，隨着華納兄弟與探索公司合併，DC影業改組為DC工作室，由詹姆斯·岡恩與彼得·沙佛朗共同領導，並宣布以2023年《閃電俠》為分界線，逐步過渡至全新的DC宇宙（DCU）。
系列中的電影由多名電影工作者編劇及執導。系列電影的主演包含亨利·卡維爾、班·艾佛列克、蓋兒·加朵、瑪格·羅比、伊薩·米勒、傑森·摩莫亞、雷·費雪和柴克·萊威等人。華納兄弟任命創意總監管理DC擴展宇宙部門。他們負責監督製片工作及劇情走向，以在系列電影中建構出一個具凝聚力的主線劇情。
DC擴展宇宙的第一部電影為《超人：鋼鐵英雄》（2013年），之後依次是《蝙蝠俠對超人：正義曙光》、《自殺突擊隊》（2016年）、《神力女超人》、《正義聯盟》（2017年）、《水行俠》（2018年）、《沙贊！》（2019年）、《猛禽小隊：小丑女大解放》、《神力女超人1984》（2020年）、《查克·史奈德之正義聯盟》、《自殺突擊隊：集結》（2021年）、《黑亞當》（2022年）、《沙贊！眾神之怒》、《閃電俠》、《藍甲蟲》和《水行俠 失落王國》（2023年）。DC擴展宇宙還包括串流媒體平台HBO Max上的一部影集《和平使者》（2022年）。

## 發展
DC擴展宇宙的前身可以追溯到2002年，當時沃爾夫岡·彼德森受聘執導《蝙蝠俠對超人》（Batman vs. Superman），而劇本則由阿奇瓦·高斯曼撰寫，劇情講述蝙蝠俠與超人因故敵對，後而聯手對抗反派。但在J·J·亞柏拉罕繳出了一份題為《超人飛越》（Superman: Flyby）的劇本後，華納兄弟終止了該計劃，改為投入超人和蝙蝠俠各自的電影:205。
2007年2月，華納兄弟聘請基蘭·馬爾羅尼和蜜雪兒·馬爾羅尼（Michele Mulroney）夫妻兩人一同撰寫電影版正義聯盟的劇本。據報導，在2005年電影《蝙蝠俠：開戰時刻》中飾演蝙蝠俠的克里斯汀·貝爾與在2006年電影《超人再起》中飾演超人的布蘭登·勞斯都不會回歸飾演其角色。2007年9月，喬治·米勒簽約執導該片，片名定為《Justice League: Mortal》。蝙蝠俠一角由艾米·漢默飾演，D·J·科特羅納飾演超人，亞當·布羅迪將飾演「閃電俠」貝瑞·艾倫，聖地牙哥·卡布瑞拉飾演水行俠，凡夫俗子飾演綠光戰警，梅根·蓋爾飾演神力女超人，修·基斯-拜倫飾演火星獵人，而傑·巴魯契則將飾演主要反派麥斯威爾·羅德。2008年1月，該片因華納兄弟未能得到在澳洲拍攝的退稅，以及2007年－2008年美國編劇協會大罷工的影響而被無限期擱置。
2013年，華納兄弟決定重啟《超人系列電影》，且重啟作《超人：鋼鐵英雄》將為未來的DC電影打下基礎。片中出現了DC宇宙中的其他角色，若其成功，便可開啟共享宇宙的大門。在《超人：鋼鐵英雄》上映前夕，有報導稱，導演查克·史奈德和編劇大衛·S·高耶將回歸續集。7月，史奈德於聖地亞哥國際動漫展上證實《超人：鋼鐵英雄》的續集將有蝙蝠俠現身，從而建立一個共享宇宙。2014年10月，華納兄弟公開了未來10部電影的計劃。在消息公開後，粉絲與媒體給了該宇宙一個名稱「DC電影宇宙」，與漫威電影宇宙相似。Newsarama給了該宇宙「DC電影多元宇宙」的名稱。該宇宙亦被某些媒體稱為「正義聯盟宇宙」。2015年7月底，預計於9月發行的《帝國雜誌》確認該宇宙名為「DC擴展宇宙」。2018年的聖地牙哥國際動漫展上，華納歡迎標語有「DC世界」（Worlds of DC），被一些網路媒體認為是官方名稱，然而華納或DC皆未承認有正名的作法。儘管漫威電影宇宙包括電視劇，DC擴展宇宙卻將之排除其外。含有DC漫畫的角色及情節的連貫電視劇統稱為「綠箭宇宙」。傑夫·強斯表示，該電影宇宙將不會和電視劇連動，以確保雙方能創作出最佳的故事。
2016年5月，隨著《蝙蝠俠對超人：正義曙光》接獲許多影評人的負評，華納兄弟宣布，DC擴展宇宙正在進行幕後大規模組閣。官方打算讓DC擴展宇宙像漫威電影宇宙的凱文·費吉一樣有一名創意領導者。此前，DC擴展宇宙的作品主要由史奈德為中心，而這正是過去華納兄弟常受批評的原因。華納兄弟成立了一個DC電影的單位，主要由強斯和華納兄弟的執行副總裁強·柏格（Jon Berg）為首。這有助於電影的監督及構建出一個有向心力的創作方向。強斯和柏格都將擔任未來DC電影的製片人。和漫威影業不同的是，DC電影不會完全自治，強斯和柏格對於電影的製作發展都必須向DC總裁黛安·尼爾森和華納兄弟總裁格雷格·西爾弗曼（Greg Silverman）匯報。5月，據報導，由於部分DC電影的轉型和變動，查爾斯·羅文將不會繼續擔任DC電影的監製。12月，西爾弗曼離開了華納兄弟，陶比·艾默瑞奇接手他的職位。2017年1月，強斯與柏格向艾默瑞奇匯報了現階段進度。在2017年電影《神力女超人》大獲成功後，強斯宣布，未來的電影將聚焦在角色的心理層面、幽默、英雄氣概及其個性上。由於2017年電影《正義聯盟》上映後口碑及票房均不如預期，柏格於2018年1月退出DC電影總監的職位，由濱田沃特接手。2月，香塔·農（Chantal Nong）受聘擔任DC電影部門的副總監。6月，據報導，強斯將辭去他在DC電影部門的工作，由漫畫家吉姆·李接手。
2020年12月，濱田沃特稱自2022年起，每年計劃有4部DC影業製作的電影在戲院上映，2部電影在串流媒體平台HBO Max播出，此外還將為每部電影開發衍生影集。
2022年10月，隨著華納媒體與探索公司合併，華納兄弟大幅改組，並設立DC工作室負責DC電影的發展，取代原本的DC Films。詹姆斯·岡恩與彼得·薩弗蘭成為新工作室的聯合主席及聯合CEO。華納兄弟高層以「DC宇宙」（DC Universe）之名稱來稱呼他們的DC影視作品系列，部分媒體認為這表示華納兄弟以「DC宇宙」當作「DC擴展宇宙」的新官方標題。2023年1月30日，岡恩公佈了DC宇宙的「第一章：眾神與怪物」（Chapter 1: Gods and Monsters），並釋出五部電影和五部電視劇的資訊。

## 電影
| 序 | 電影                       | 美國上映日期   | 導演               | 編劇                                  | 故事                                           | 製片人                                                                  |
| -- | -------------------------- | -------------- | ------------------ | ------------------------------------- | ---------------------------------------------- | ----------------------------------------------------------------------- |
| 1  | 《超人：鋼鐵英雄》         | 2013年6月14日  | 查克·史奈德        | 大衛·S·高耶                           | 大衛·S·高耶 克里斯多福·諾蘭                    | 克里斯多福·諾蘭 艾瑪·湯瑪斯 查爾斯·羅文 黛博拉·史奈德                   |
| 2  | 《蝙蝠俠對超人：正義曙光》 | 2016年3月25日  | 查克·史奈德        | 克里斯·泰瑞歐 大衛·S·高耶             | 克里斯·泰瑞歐 大衛·S·高耶                      | 查爾斯·羅文 黛博拉·史奈德                                               |
| 3  | 《自殺突擊隊》             | 2016年8月5日   | 大衛·艾亞          | 大衛·艾亞                             | 大衛·艾亞                                      | 查爾斯·羅文 李察·瑟高                                                   |
| 4  | 《神力女超人》             | 2017年6月2日   | 派蒂·珍金斯        | 艾倫·海恩柏格                         | 查克·史奈德 艾倫·海恩柏格 傑森·富赫斯          | 查爾斯·羅文 黛博拉·史奈德 查克·史奈德 李察·瑟高                         |
| 5  | 《正義聯盟》               | 2017年11月17日 | 查克·史奈德        | 克里斯·泰瑞歐 喬斯·溫登               | 克里斯·泰瑞歐 查克·史奈德                      | 黛博拉·史奈德 查爾斯·羅文 強·柏格 傑夫·強斯                             |
| 6  | 《水行俠》                 | 2018年12月7日  | 溫子仁             | 大衛·萊斯利·強森-麥古德瑞克 威爾·比爾 | 傑夫·強斯 溫子仁 威爾·比爾                     | 彼得·沙佛朗 羅布·考恩                                                   |
| 7  | 《沙贊！》                 | 2019年4月5日   | 大衛·F·桑德柏格    | 亨利·蓋登                             | 亨利·蓋登 達倫·萊姆克                          | 彼得·沙佛朗                                                             |
| 8  | 《猛禽小隊：小丑女大解放》 | 2020年2月7日   | 閻羽茜             | 克莉絲汀·哈德森                       | 克莉絲汀·哈德森                                | 瑪格·羅比 蘇·克羅 布萊恩·昂克里斯                                       |
| 9  | 《神力女超人1984》         | 2020年12月25日 | 派蒂·珍金斯        | 派蒂·珍金斯 傑夫·強斯 大衛·卡拉漢克   | 派蒂·珍金斯 傑夫·強斯                          | 查爾斯·羅文 黛博拉·史奈德 查克·史奈德 派蒂·珍金斯 蓋兒·加朵 斯蒂芬·瓊斯 |
| –  | 《查克·史奈德之正義聯盟》  | 2021年3月18日  | 查克·史奈德        | 克里斯·泰瑞歐                         | 克里斯·泰瑞歐 查克·史奈德 威爾·比爾            | 查爾斯·羅文 黛博拉·史奈德                                               |
| 10 | 《自殺突擊隊：集結》       | 2021年8月6日   | 詹姆斯·岡恩        | 詹姆斯·岡恩                           | 詹姆斯·岡恩                                    | 查爾斯·羅文 彼得·沙佛朗                                                 |
| 11 | 《黑亞當》                 | 2022年10月21日 | 贊美·哥勒-施拉     | 羅里·海恩斯 索赫拉布·諾希爾瓦尼       | 羅里·海恩斯 索赫拉布·諾希爾瓦尼                | 巨石強森 海勒姆·賈西亞 丹妮·加西亞 比尤·弗林                            |
| 12 | 《沙贊！眾神之怒》         | 2023年3月17日  | 大衛·F·桑德柏格    | 亨利·蓋登克里斯·摩根                  | 亨利·蓋登克里斯·摩根                           | 彼得·沙佛朗                                                             |
| 13 | 《閃電俠》                 | 2023年6月16日  | 安迪·馬希提        | 克莉絲汀·哈德森                       | 克莉絲汀·哈德森                                | 麥可·迪斯可 芭芭拉·馬希提                                               |
| 14 | 《藍甲蟲》                 | 2023年8月18日  | 安傑爾·曼努爾·索托 | 加雷思·鄧內特·阿爾科塞爾              | 加雷思·鄧內特·阿爾科塞爾                       | 约翰·瑞卡德                                                             |
| 15 | 《水行俠 失落王國》        | 2023年12月22日 | 溫子仁             | 大衛·萊斯利·強森-麥古德瑞克           | 傑森·摩莫亞 大衛·萊斯利·強森-麥古德瑞克 溫子仁 | 溫子仁 彼得·沙佛朗                                                      |

### 《超人：鋼鐵英雄》（2013年）

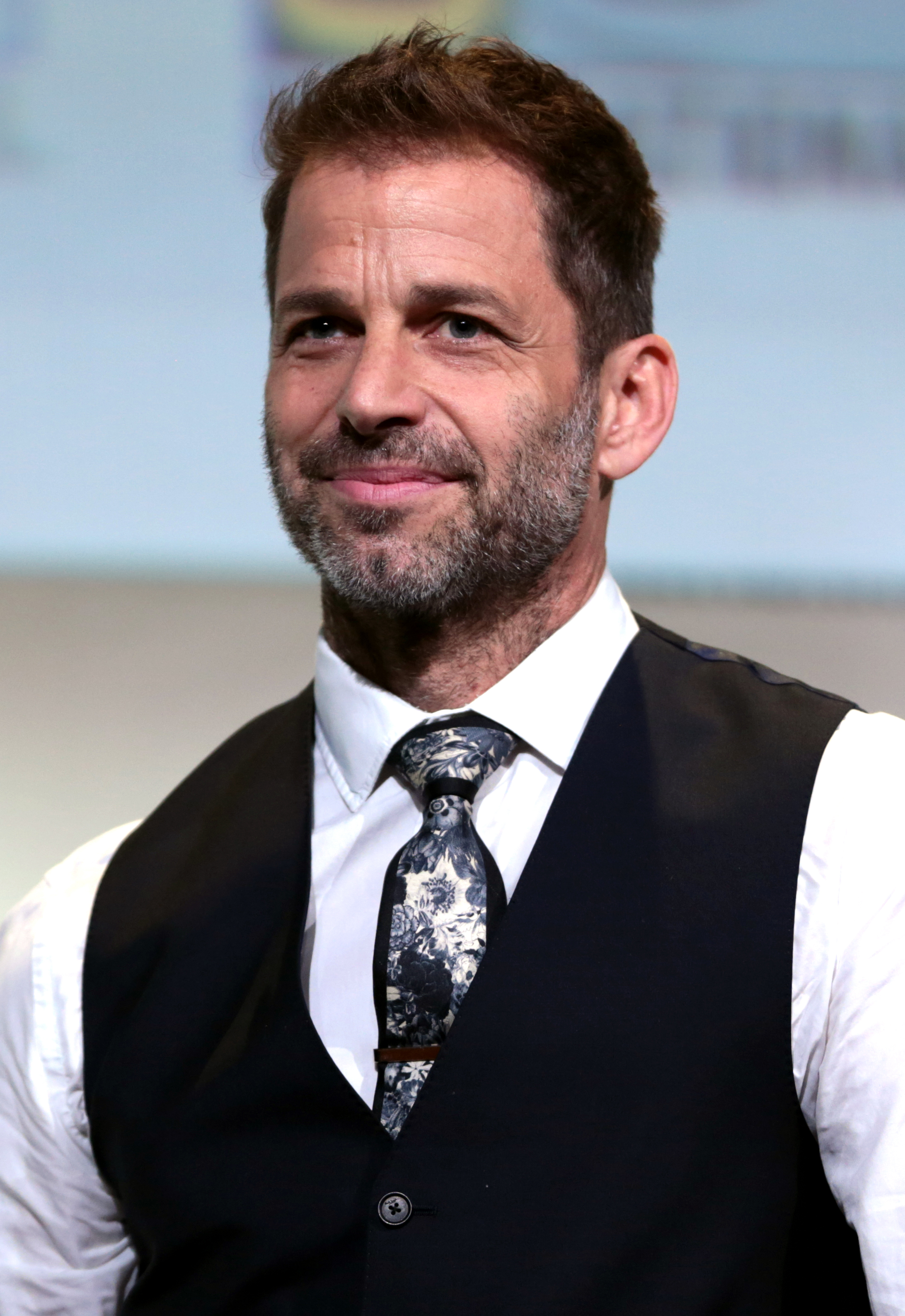
《超人：鋼鐵英雄》、《蝙蝠俠對超人：正義曙光》及《正義聯盟》的導演查克·史奈德

數年前從氪星來到地球的克拉克·肯特 / 凱·艾爾拼命找尋他被送來此的原因。他接受了養父母強納森與瑪莎·肯特提出的想法，成為了「超人」，並開始發掘他的能力究竟是維持和平還是統治世界。
2010年，在對《黑暗騎士：黎明昇起》（2012年）的故事進行探討時，大衛·S·高耶告知了克里斯多福·諾蘭自己構思的現代背景超人故事。諾蘭對此留下了深刻的印象，並於2月聯繫華納兄弟公司提出了這一設想。考慮到《黑暗騎士》（2008年）口碑和票房皆佳，華納兄弟公司於是請諾蘭來出任這部新電影的製片人，並由高耶編劇。導演的人選或曾考慮執導該片的導演包含吉爾莫·德爾·托羅、羅伯特·澤米基斯、班·艾佛列克、東尼·史考特、達倫·阿倫諾夫斯基、鄧肯·瓊斯、強納森·李伯斯曼和麥特·李維斯，最終入選的是查克·史奈德。主要演員的敲定則在11月開始。主體拍攝始於2011年8月1日，地點位在美國芝加哥。亨利·卡維爾在片中飾演克拉克·肯特 / 凱·艾爾 / 超人，艾美·亞當斯飾演露易絲·蓮恩、麥可·夏儂飾演大反派薩德將軍。該片為DC擴展宇宙的首部作品，於2013年6月14日在美國上映。

### 《蝙蝠俠對超人：正義曙光》（2016年）
「黑零事件」過後18個月，高譚市的捍衛者布魯斯·韋恩 / 蝙蝠俠擔心超人的力量若不受監督，極可能威脅到人類安全，決定到大都會與超人決一死戰。與此同時，另一個威脅開始危及全人類。
2013年6月，據報導，導演查克·史奈德和編劇大衛·S·高耶將會回歸《超人：鋼鐵英雄》的續集。高耶很快地和華納兄弟簽了幾份合約，其中包括《超人：鋼鐵英雄》、續集和正義聯盟的電影。克里斯多福·諾蘭將擔任參與監製顧問的角色。7月，華納兄弟在聖地亞哥國際動漫展上證實，該片的劇情將延續《超人：鋼鐵英雄》的主線，超人與蝙蝠俠將首次在電影中碰頭。同時，這也代表了蝙蝠俠系列電影的重啟。高耶和史奈德將共同寫故事，並採用高耶編寫的劇本。卡維爾、亞當斯、蓮恩和費許朋都將繼續在該片出演各自配屬的角色。史奈德表示，漫畫《蝙蝠俠：黑暗騎士歸來》帶給了他們靈感。8月22日，班·艾佛列克簽約飾演布魯斯·韋恩 / 蝙蝠俠。蓋兒·加朵於12月加入劇組，飾演黛安娜·普林斯 / 神力女超人。這代表著神力女超人將首次躍上大銀幕。12月下旬，編劇克里斯·泰瑞歐受聘重寫高耶的劇本。2014年1月31日，傑西·艾森柏格與傑瑞米·艾恩斯加入劇組，所飾角色分別為雷克斯·路瑟與阿福·潘尼沃斯。片名《Batman v Superman: Dawn of Justice》於5月公布。作曲家漢斯·季默回歸為該片配樂。該片於2013年10月19日開拍，而主體拍攝則於2014年5月21日開始，取景地點包含底特律、伊利諾州、新墨西哥州、非洲及南太平洋等地。貝瑞·艾倫 / 閃電俠（伊薩·米勒飾演）、亞瑟·庫瑞 / 水行俠（傑森·摩莫亞飾演）與維克多·史東 / 鋼骨（雷·費雪飾演）在片中客串出現。這些角色將在未來的電影中加以拓展。《正義聯盟》的大反派荒狼也短暫出現在片中，但他出場的片段後來被移除，僅能在網路上和終極版加長片段中看到。該片於2016年3月25日在美國上映。

### 《自殺突擊隊》（2016年）

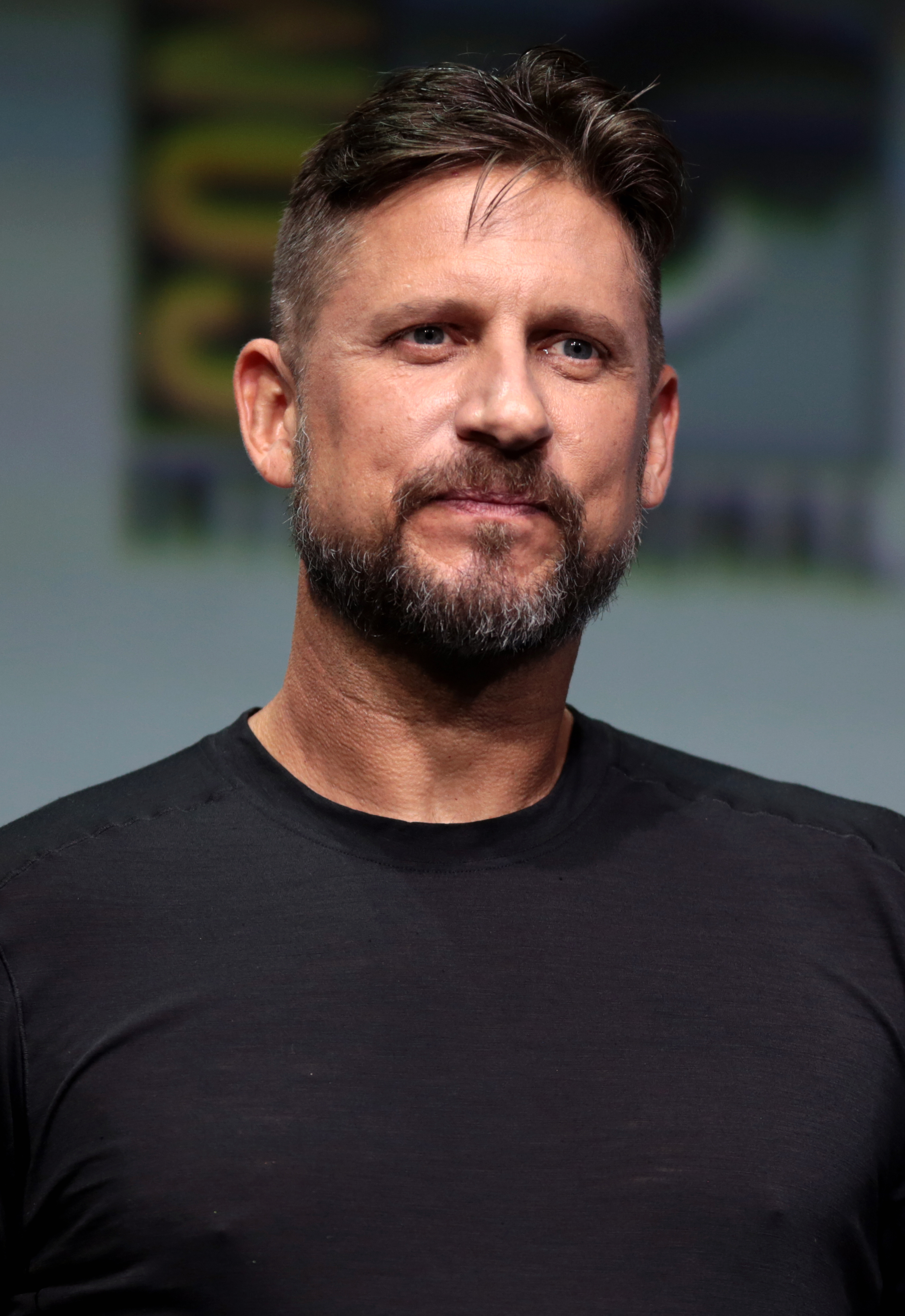
《自殺突擊隊》的導演大衛·艾亞

「毀滅日大戰」過後，一個祕密政府組織招募了一群被監禁的超級反派，以讓他們重獲自由為交換條件，要他們幫政府執行不得公開的危險任務並從巨大威脅中拯救世界。
2009年2月，在發展DC擴展宇宙前，華納兄弟已經在籌備漫畫《自殺突擊隊》的改編電影，該片由林暐監製，賈斯汀·馬克斯（Justin Marks）負責劇本。2014年10月，華納兄弟公布《自殺突擊隊》的電影計畫，並由大衛·艾亞擔任導演。12月，據報導，艾亞也將一同編寫劇本。《自殺突擊隊》的主演包含威爾·史密斯（飾演死射）、瑪格·羅比（飾演哈莉·奎茵）、傑瑞德·雷托（飾演小丑）、傑·寇特尼（飾演迴旋鏢隊長）、傑·赫南德茲（飾演燄魔）、艾德瓦利·亞肯努耶-阿嘉巴傑（飾演殺手鱷）、福原凱倫（飾演卡塔娜）、卡拉·迪瓦伊（飾演魅惑女巫）、薇拉·戴維絲（飾演阿曼達·華勒）及喬爾·金納曼（飾演瑞克·弗萊格）。主體拍攝於2015年4月13日在多倫多開始，一直到8月28日結束。艾佛列克飾演的布魯斯·韋恩 / 蝙蝠俠與米勒飾演的貝瑞·艾倫 / 閃電俠在片中客串出場。在片尾彩蛋片段中，華勒遞給韋恩一份有關正義聯盟的未來成員的資料。該片於2016年8月5日在美國上映。

### 《神力女超人》（2017年）
天堂島公主兼亞馬遜戰士黛安娜在救了一名外來的飛行員史提夫·崔佛後，得知戰神阿瑞斯正在擾亂世界，便決定離開天堂島去終結戰亂。

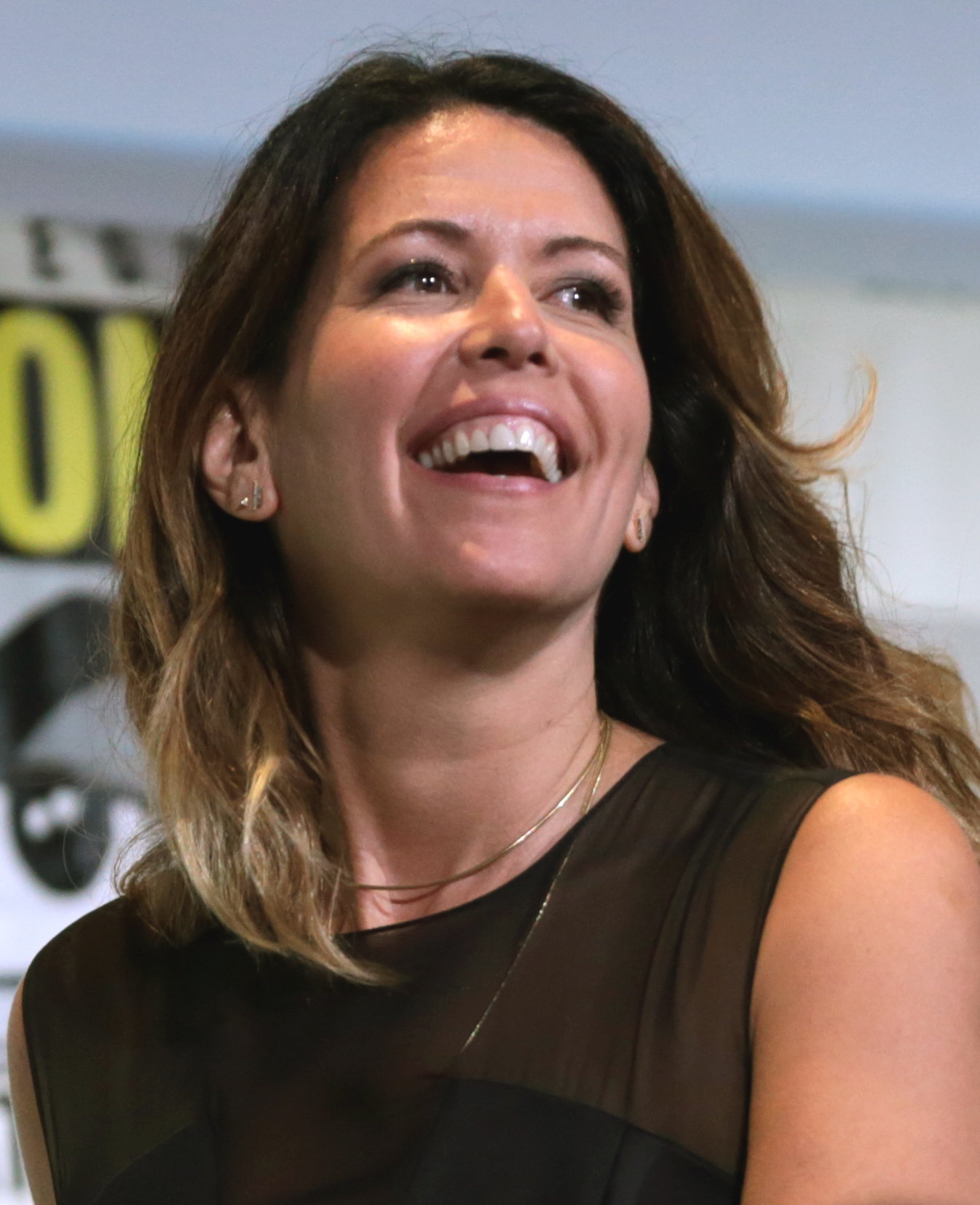
《神力女超人》和《神力女超人1984》的導演派蒂·珍金斯

2013年12月，蓋兒·加朵簽約在《蝙蝠俠對超人：正義曙光》、《神力女超人》及《正義聯盟》三部電影中飾演黛安娜·普林斯 / 神力女超人。2014年11月，蜜雪兒·麥勞倫受聘執導該片，但後來因「創作上的分歧」而退出該片。2015年4月，據報導，派蒂·珍金斯接手執導《神力女超人》。7月，克里斯·潘恩加盟飾演史提夫·崔佛。除此之外，康妮·尼爾森（飾演希波呂忒）、羅蘋·萊特（飾演安提奧佩）、丹尼·休斯頓（飾演艾瑞希·魯登道夫）、伊蓮娜·安娜雅（飾演毒藥博士）及大衛·休利斯（飾演阿瑞斯）亦是該片的卡司。主體拍攝始於2015年11月，取景地點包含英國、法國及義大利。該片於2016年8月5日在美國上映。

### 《正義聯盟》（2017年）
在超人死於毀滅日之手後，布魯斯·韋恩 / 蝙蝠俠與黛安娜·普林斯 / 神力女超人招募了一群超能力者，組成一個團隊，以抵抗全新的威脅。
2013年6月，據報導，大衛·S·高耶簽約編寫《蝙蝠俠對超人：正義曙光》以及新的《正義聯盟》劇本。2014年4月，查克·史奈德簽約回歸執導《正義聯盟》。同年10月，華納兄弟宣布，該片的片名為《Justice League Part One》。2016年3月，據報導，華納兄弟聘請克里斯·泰瑞歐擔任編劇，泰瑞歐表示，該片不會像《蝙蝠俠對超人：正義曙光》那麼黑暗。6月，傑夫·強斯宣布，該片的片名簡化為《Justice League》 。艾佛列克、卡維爾、賈多特、摩莫亞、費雪、艾恩斯、蓮恩、亞當斯、艾森柏格、尼爾森與萊特都將回歸飾演他們各自的角色。希朗·漢德負責反派荒狼的配音及動態捕捉。片中還包含數位首次登場的角色，如詹姆斯·高登（J·K·西蒙斯飾演）、梅拉（安柏·赫德飾演）、努迪斯·武爾科（威廉·達佛飾演）、愛瑞絲·威斯特（凱爾西·克萊蒙飾演）及亨利·艾倫（Henry Allen，比利·庫達普飾演）等。主體拍攝於2016年4月11日至10月間進行，拍片地點包含華納兄弟利維斯登工作室、英格蘭、倫敦及冰島。2017年5月，導演史奈德因家庭因素而不得不退出電影的後製階段。喬斯·溫登取代了史奈德的職務，連帶接手負責額外的補拍。該片於2017年11月17日在全球上映。

### 《水行俠》（2018年）

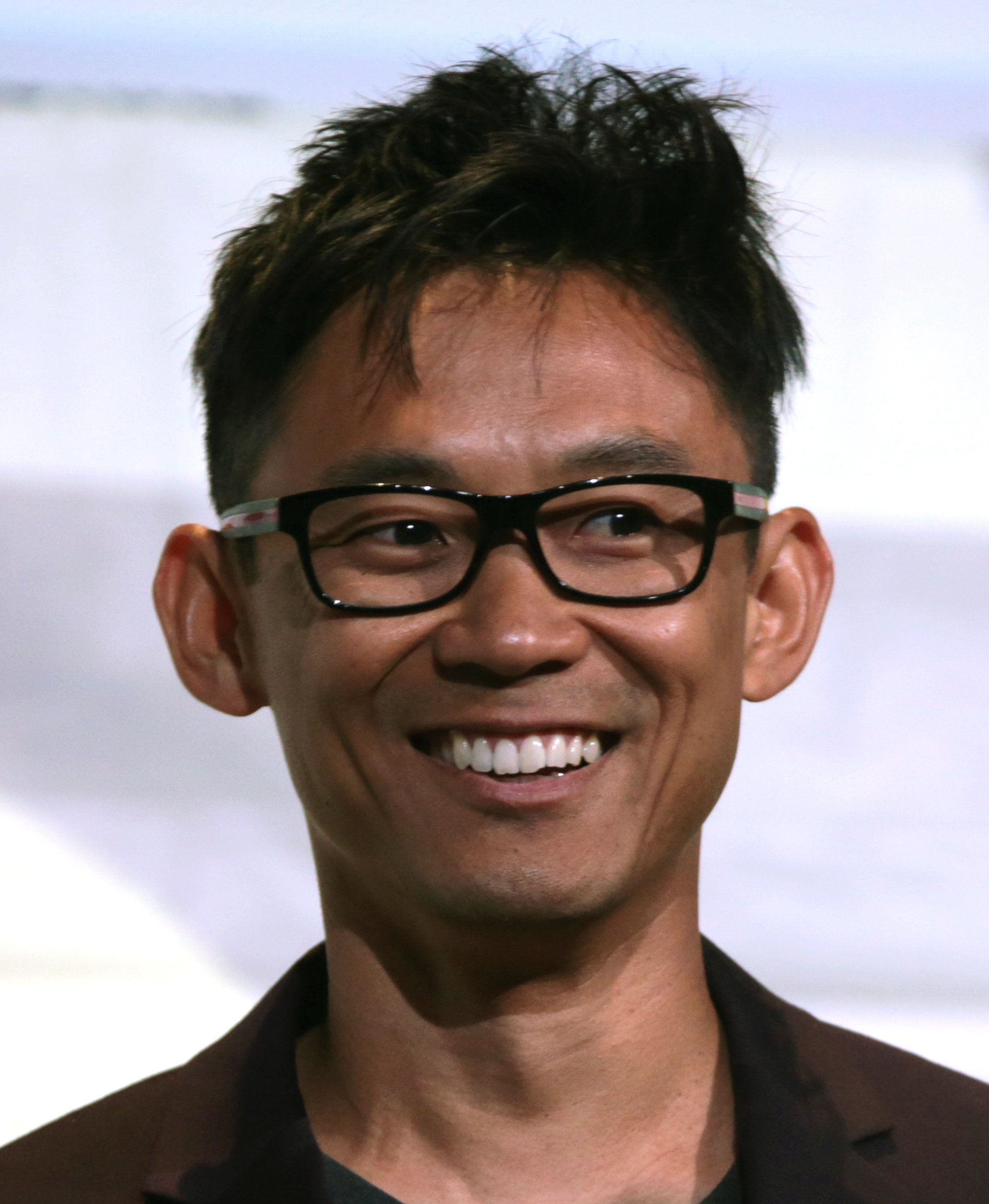
《水行俠》和《水行俠2》的導演溫子仁

該片的背景設在《正義聯盟》的事件之後，講述亞瑟·庫瑞 / 水行俠為了阻止同父異母弟弟歐姆·馬略斯 / 海洋領主向陸地開戰，展開一場王位爭奪戰。
2014年6月，據報導，傑森·摩莫亞將在該片中飾演亞瑟·庫瑞 / 水行俠。8月，華納兄弟聘請威爾·比爾和寇特·約翰斯塔德各自撰寫電影劇本，並打算將兩者合併，但只有最好的能成為主軸。2015年6月，據報導，該片將由溫子仁執導，並由約翰斯塔德編劇。2016年7月，威爾·比爾回歸撰寫劇本，而溫子仁和傑夫·強斯負責提供故事。12月，派翠克·威爾森簽約飾演亞瑟·庫瑞的同父異母弟弟歐姆·馬略斯 / 海洋領主。2017年1月，葉海亞·阿巴杜-馬汀二世加入劇組，飾演反派黑蝠鱝。3月，據報導，妮可·基嫚將飾演亞特蘭娜女王（Queen Atlanna），亞瑟·庫瑞的母親。4月，杜夫·朗格林簽約飾演澤貝爾國王涅羅斯（Nereus）。赫德與達佛各自回歸飾演他們在《正義聯盟》中詮釋的角色。《水行俠》的主體拍攝始於2017年5月2日，地點位在澳大利亞的昆士蘭省，並於同年10月21日殺青。該片於2018年12月21日在美國上映。

### 《沙贊！》（2019年）
巫師沙贊賦予14歲男孩比利·貝特森力量，只要他高喊「沙贊」就可以變身成一位成年超級英雄。巴特森試圖掌握自己的力量，並擊敗賽迪斯·希瓦納博士控制的邪惡力量。

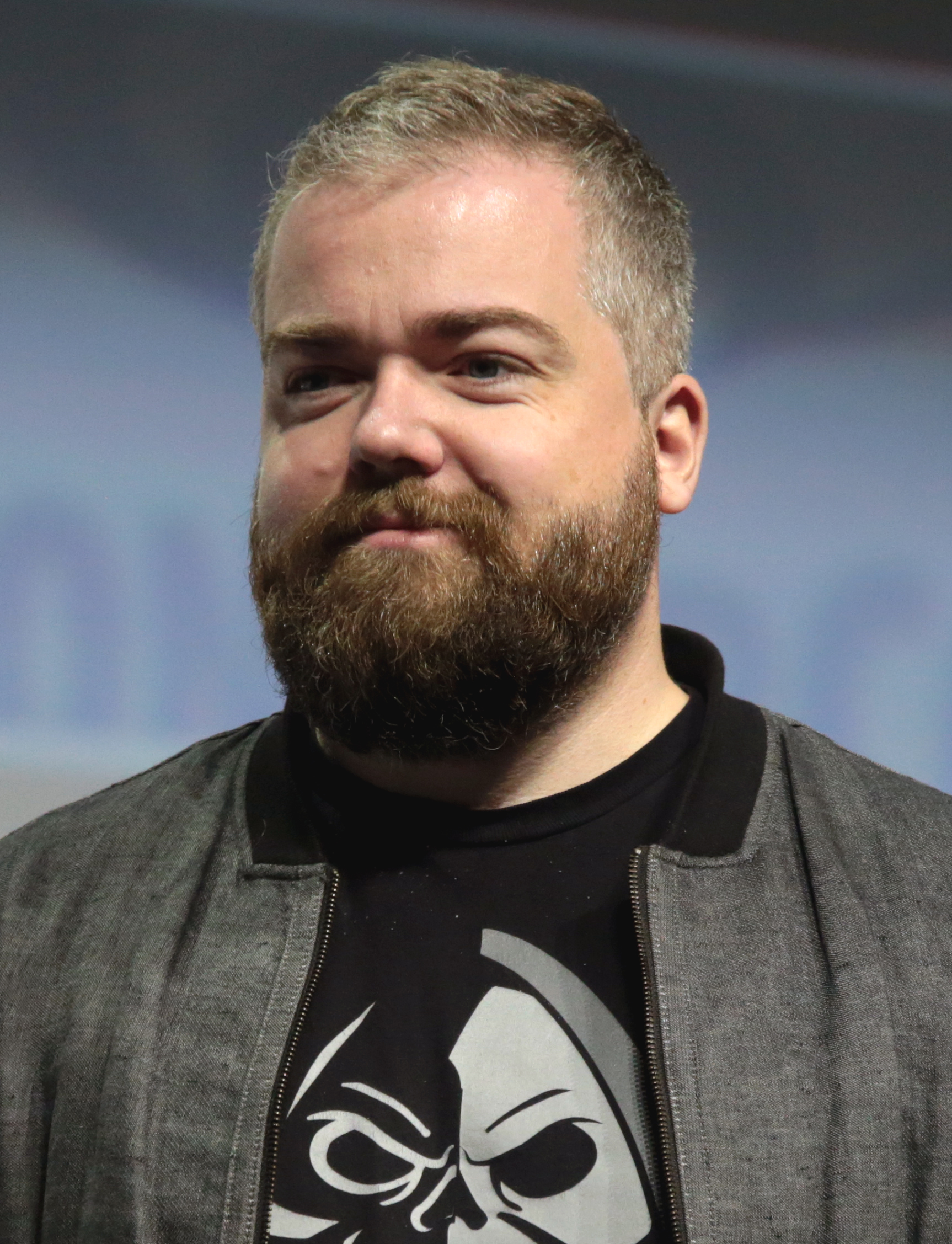
《沙贊》和《沙贊！2》的導演大衛·F·桑德柏格

2014年8月，巨石強森證實了拍攝該片的計劃。9月，據報導，強森將在片中飾演主角沙贊的對手——反英雄黑亞當，劇本由達倫·萊姆克撰寫。2017年1月，官方宣布DC擴展宇宙中將會有一部以黑亞當為主角的電影，亨利·蓋登將為該片編劇，強森也會飾演該角。7月，宣布大衛·F·桑德柏格將執導《沙贊！》，製片作業最快能於2018年初開始，而強森飾演的黑亞當可能不會登場，改出現在黑亞當的獨立電影《黑亞當》中。桑德柏格表示，他將選出一名小孩和一名成年人來詮釋雙重角色比利·貝特森（沙贊）。貝特森的選角和電影的前製於8月開始。10月，宣布柴克·萊威被選為巴特森（成年）的演員。11月，據報導，馬克·史壯正為飾演反派賽迪斯·希瓦納博士一事進行談判；談判事宜已進入最後階段。同月，演員艾許·安傑獲選飾演貝特森（幼年）。傑克·狄倫·葛雷瑟於12月簽約飾演貝特森的摯友佛德瑞克·「佛萊迪」·費里曼。2018年7月，據報導，吉蒙·韓蘇將在片中飾演巫師沙贊。《沙贊！》的主體拍攝始於2018年1月29日，拍攝地點主要位在加拿大多倫多的松林多倫多製片廠，於同年5月11日殺青。該片於2019年4月5日在美國上映。

### 《猛禽小隊：小丑女大解放》（2020年）
2016年11月，據報導，一部以女性超級英雄團體猛禽小隊為主角的電影正在籌拍當中，克莉絲汀·哈德森簽約編劇。2018年4月，華納兄弟選上亞裔女導演閻羽茜執導該片，瑪格·羅比、蘇·克羅（Sue Kroll）與布萊恩·昂克里斯（Bryan Unkeless）將出任製片人，而羅比將回歸飾演她在《自殺突擊隊》中的角色小丑女。該片將是該系列第一部R級的院線電影，且預算也會比其他電影來的低。除了羅比外，該片的演員還包含瑪麗·伊莉莎白·文斯蒂德（飾演海伦娜·柏内利 / 女獵手）、朱妮·絲莫利特（飾演黛娜·羅伊·蘭斯 / 黑金絲雀）與蘿西·培瑞茲（飾演蕾妮·蒙托亞 / 問者）。羅曼·賽恩尼斯 / 黑面具將是該片的主要反派，由英國演員伊旺·麥奎格飾演。2018年11月，瑪格·羅比透露影片全名為《猛禽小隊：小丑女大解放》。《猛禽小隊》的前期製作於2018年7月底開始。2019年1月15日，影片在美國洛杉磯開機，於4月15日殺青。影片於2020年2月7日上映。

### 《神力女超人1984》（2020年）
該片的背景設定在1984年的冷戰時期，講述一段愛情故事。
2017年6月，傑夫·強斯和派蒂·珍金斯已開始構思《神力女超人2》的故事。7月，強斯透露自己已開始在撰寫劇本。9月中旬，珍金斯確認回歸執導該片，加朵也將在《神力女超人2》中再次飾演黛安娜·普林斯 / 神力女超人。同月，據報導，珍金斯和強斯將與大衛·卡拉漢共同撰寫劇本。2018年3月，克莉絲汀·薇格簽約飾演反派芭芭拉·安·米諾瓦 / 豹女，佩德羅·帕斯卡也加入劇組飾演一名主要角色。6月中旬，該片的片名定為《神力女超人1984》。《神力女超人1984》的主體拍攝始於2018年6月13日，拍攝地點主要位在美國華盛頓哥倫比亞特區和北維吉尼亞、英國的華納兄弟利維斯登工作室以及西班牙的特內里費島和富埃特文圖拉島。影片於2020年12月25日在美國上映。

### 《查克·史奈德之正義聯盟》（2021年）
2017年5月，導演史奈德因家庭因素而不得不退出電影的後製階段。喬斯·溫登取代了史奈德的職務，製作完成影院版本的《正義聯盟》。2020年5月20日，華納宣布導演剪輯版本的《查克·史奈德之正義聯盟》將以迷你劇形式於HBO Max播出，共計4集，每集時長一小時。2021年1月，史奈德稱該項目改以4小時時長的電影形式發行。影片於2021年3月18日首播。

### 《自殺突擊隊：集結》（2021年）

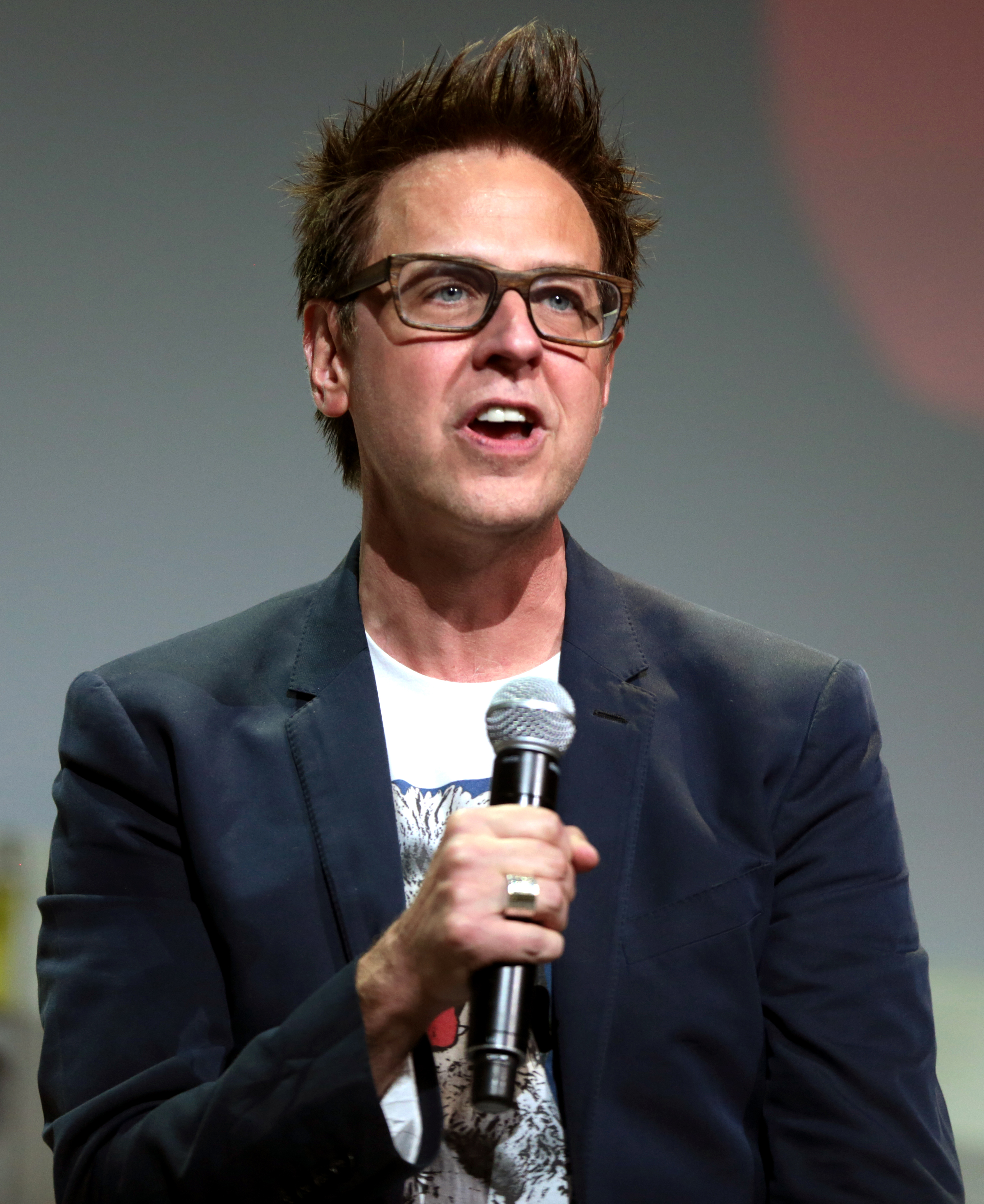
《自殺突擊隊：集結》的導演兼編劇詹姆斯·岡恩

2016年3月，據報導，《自殺突擊隊》的續集正在計劃中。編劇亞當·柯薩德於2017年3月受聘構思該片的故事，塞克·潘負責編寫劇本大綱，安東尼·唐伯蒂斯編劇。8月，據報導，傑瑞德·雷托將回歸飾演小丑。9月，蓋文·歐唐納接任導演一職，並與安東尼·唐伯蒂斯、大衛·巴茨·卡茨以及陶德·史塔什維克共同編劇。劇本終稿於2018年10月完成，歐唐納因檔期衝突離開該項目。華納認為該劇本與《猛禽小隊：小丑女大解放》過於相似，後續製作被擱置。2019年1月，電影的新標題確定為「自殺突擊隊：集結」，詹姆斯·岡恩確認執導影片，並撰寫新劇本，影片預計將於2019年底重啟製作。2019年3月，彼得·沙佛朗在電影《沙贊！》宣傳會上表示，儘管瑪格·羅比會在《自殺突擊隊：集結》中繼續出演哈莉·奎茵，但是這部影片不是2016年上映的《自殺突擊隊》續集，而是全新的重啟。9月，導演公佈了共計24名的演員名單，主演包括瑪格·羅比、伊卓瑞斯·艾巴、約翰·希南、喬爾·金納曼、彼得·卡帕爾蒂、席維斯·史特龍和薇拉·戴維絲等人。影片的主體拍攝於2019年9月在喬治亞州亞特蘭大開機，於2021年8月6日在美國上映。

### 《黑亞當》（2022年）

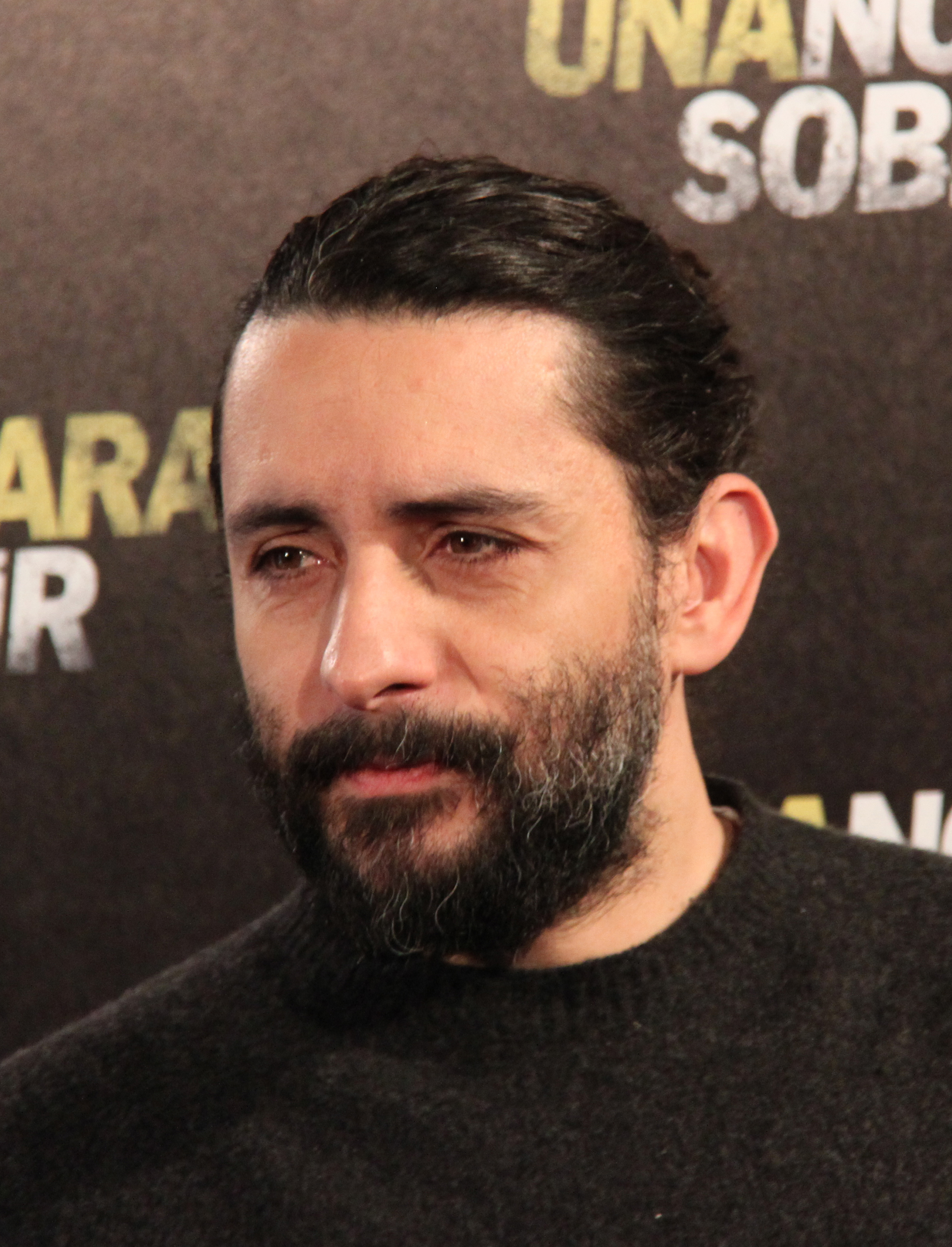
《黑亞當》的導演贊美·哥勒-施拉

新線影業曾於21世紀初籌劃基於驚奇隊長開發以沙贊為主角的電影。2014年9月，新線的母公司華納兄弟在與DC漫畫開始籌劃製作DC擴展宇宙後，選定原定出演沙贊或暴狼的巨石強森出演黑亞當。2017年1月，華納兄弟決定分開講述兩名角色的起源故事，從而更好地展現黑亞當從超級英雄轉變為反派的歷程，並於同年7月宣佈開發以黑亞當為主角的個人電影以及確認黑亞當不會在電影《沙贊！》中出現。此前表示黑亞當將在此後的電影與沙贊會面的巨石強森在主演的同時擔當《黑亞當》監製，他表示電影將與《沙贊！》同步雙線發展，DC漫畫的其他角色將出現於電影《黑亞當》中。
10月，開始執筆創作劇本。2019年6月，華納選定贊美·哥勒-施拉執導影片，比尤·弗林、巨石強森、海勒姆·賈西亞，影片由華納、新線、強森的七美金影業以及弗林的弗林影業聯合製作。強森透露，DC漫畫中的多名角色以及美國正義協會成員將出現於電影之中。
2020年7月，諾亞·森迪尼奧確定出演「原子粉碎者」阿爾伯特·羅斯坦。8月，強森在DC粉絲圓頂上透露美國正義協會成員鷹俠、命運博士和旋風確定出現於影片之中，旋風則替代早期劇本中包括的鷹女俠。9月，羅里·海恩斯（Rory Haines）和索赫拉布·諾希爾瓦尼（Sohrab Noshirvani）確定參與創作新劇本，奧迪斯·霍吉獲選在片中飾演「鷹俠」卡特·哈爾。10月，《黑亞當》受2019冠狀病毒病疫情影響而被華納撤檔，莎拉·夏希於同月確定參演影片，出演阿德里安娜·托馬茲。12月，昆塔莎·斯溫德爾確定出演「旋風」瑪克辛·亨克爾。2021年3月，皮爾斯·布洛斯南確定出演「命運博士」肯特·奈爾森。
《黑亞當》的主體拍攝於2021年4月10日在喬治亞州亞特蘭大開機，7月15日殺青。影片於2022年10月21日在美国上映。

### 《沙贊！眾神之怒》（2023年）
《沙贊！》續集於2019年4月進入開發階段，亨利·蓋登回歸執筆劇本，大衛·F·桑德柏格和彼得·沙佛朗隨後確認回歸分別執導及監製，克里斯·摩根亦被聘請聯合撰寫劇本。柴克·萊威回歸出演標題英雄角色，一眾老少演員亦將回歸飾演沙贊家族。2020年8月，電影正式標題於DC粉絲圓頂公佈為。主體拍攝於2021年5月在美國喬治亞州亞特蘭大開機拍攝，8月殺青。電影於2023年3月17日上映。
2023年1月，DC工作室聯合行政總裁詹姆斯·岡恩和彼得·沙佛朗指《沙贊！眾神之怒》將導致《閃電俠》的事件發生。

### 《閃電俠》（2023年）

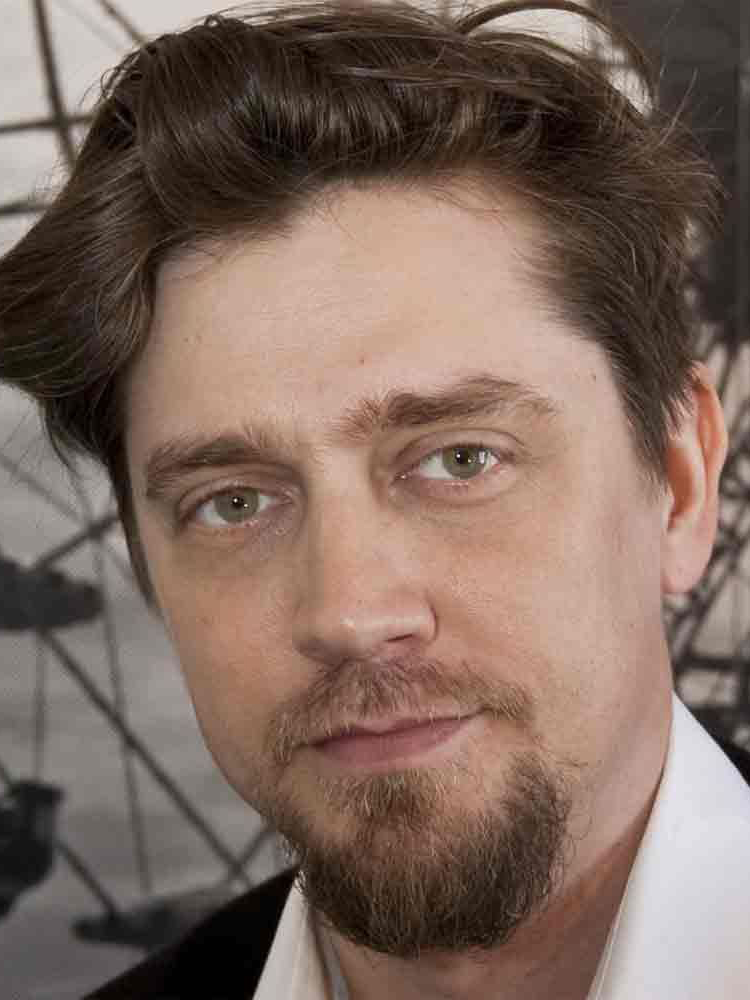
《閃電俠》的導演安迪·馬希提

貝瑞·艾倫試圖回到過去以防止母親被殺，卻對時間線造成了意想不到的後果。
2013年7月，葛瑞格·貝蘭提正開發一部圍繞「閃電俠」貝瑞·艾倫的電影，並與傑夫·強斯、克里斯·布蘭卡托、麥可·葛林和馬克·古根海姆共同撰寫劇本。2014年10月，華納宣佈電影計劃於2018年上映，由伊薩·米勒主演。菲爾·洛德與克里斯多福·米勒於隔年4月正在編寫新故事論述。在接下來的兩年裏，賽斯·葛雷恩·史密斯和瑞克·法穆易瓦因與影業的創意分歧而先後退出導演職位，喬比·哈羅德於2017年1月被聘對兩人所撰寫的劇本草稿進行初步重寫。7月，片名基於同名漫畫故事線改為《閃點》（Flashpoint）。丹·馬佐被聘擔任聯合編劇。2018年3月，約翰·法蘭西斯·達利和強納森·高斯汀被聘聯合執導電影。2019年，由於各導演在劇本上的創作分岐，米勒被聘與葛蘭·莫瑞森共同撰寫新草稿。7月，安迪·馬希提和克莉絲汀·哈德森被聘接替離開的達利和高斯汀分別執導和執筆，芭芭拉·馬希提和麥可·迪斯可（Michael Disco）擔任監製。電影於2020年4月在利維斯登工作室開機拍攝，10月殺青，計劃於2023年6月16日上映。
電影將以神速力探索多元宇宙，亦將出現多位超級英雄，包括由麥可·基頓回歸飾演的1989年電影《蝙蝠俠》及1992年電影《蝙蝠俠大顯神威》角色「蝙蝠俠」布魯斯·韋恩、薩莎·卡勒出演的女超人，以及班·艾佛列克回歸出演的DC擴展宇宙版韋恩；芭芭拉·馬希提指電影亦將重啟DC擴展宇宙。麥可·夏儂和安潔·陶依將回歸分別飾演《超人：鋼鐵英雄》角色「薩德將軍」德魯·薩德和費歐拉·厄爾，榮·利文斯通則接替在《正義聯盟》院線板及導演剪輯版中飾演貝瑞之父亨利·艾倫的比利·庫達普出演該角色，凱爾西·克萊蒙亦將回歸出演在導演剪輯版中登場的艾莉絲·威斯特。2023年1月，DC工作室聯合行政總裁詹姆斯·岡恩和彼得·沙佛朗指《閃電俠》將重啟DC擴展宇宙，並將導致《藍甲蟲》、《水行俠2》、以至DC宇宙第一章《諸神與怪物》電影的事件發生，岡恩隨後解釋道閃電俠將改變某些設定和角色，但不會改變此前系列的所有設定。

### 《藍甲蟲》（2023年）
2018年11月，一部以第三代「藍甲蟲」海梅·雷耶斯為主角的電影進入開發階段，由加雷思·鄧內特·阿爾科塞爾（Gareth Dunnet-Alcocer）執筆劇本。2021年2月，華納聘請安傑爾·曼努爾·索托擔當導演，索洛·馬里達納於8月確定出演標題角色。約翰·李卡德擔當製片人。主體攝影於2022年5月在亞特蘭大開機，7月18日在波多黎各殺青。影片計劃於2023年8月18日上映。
2023年1月，DC工作室聯合行政總裁詹姆斯·岡恩和彼得·沙佛朗指《藍甲蟲》的事件將由大程度上重啟整個系列的《閃電俠》導致。

### 《水行俠 失落王國》（2023年）
2019年1月，華納確認開發《水行俠》續集，並有意聘請溫子仁回歸擔任導演。除了參演外，摩莫亞在續集的創作方面中還扮演著更大的角色，他向華納兄弟表達了他與寫作夥伴湯瑪斯·帕阿·西貝特（Thomas Pa'a Sibbett）對續集的想法，並共同編寫了首個故事論述。2月，《水行俠》編劇大衛·萊斯利·強森-麥古德瑞克確認回歸執筆劇本，並與溫子仁共同完成了劇本。監製彼得·沙佛朗透露電影將探索亞特蘭提斯七大王國。電影的片名公佈為，拍攝作業於2021年6月至2022年1月在英國、夏威夷和洛杉磯進行，計劃於2023年12月22日上映。
班·艾佛列克回歸出演DC擴展宇宙角色「蝙蝠俠」布魯斯·韋恩。2023年1月，DC工作室聯合行政總裁詹姆斯·岡恩和彼得·沙佛朗指《水行俠 失落王國》發生於《閃電俠》重啟時間線後，而緊隨其後的則是DC宇宙第一章《諸神與怪物》，並表示“真正的開始”發生於2025年。

### 其餘潛在項目
截至2022年11月，在DC影業改組為DC工作室前，一些項目仍處於不同開發階段，以下依據英文片名按字母表順序排序。
- 《黑金絲雀》：2021年8月，報道稱華納正在開發以「黑金絲雀」黛娜·蘭斯為主角的影片，此前在2020年電影《猛禽小隊：小丑女大解放》中飾演「黑金絲雀」黛娜·蘭斯的朱妮·絲莫利特回歸出演該角色。米莎·葛林（英语：Misha Green）執筆劇本，蘇·克羅（Sue Kroll）擔當製片人。影片由華納兄弟影片和克羅娛樂公司聯合製作，定於HBO Max上映[296]。2022年6月，絲莫利特稱該片的籌備還在持續[297]。
- 《死亡射手》：2016年12月，據透露，死亡射手有望推出獨立電影，作為2016年電影《自殺突擊隊》的衍生影片[298]。2018年9月，威爾·史密斯確認回歸出演死亡射手以及故事在發展中[299]。2019年2月，史密斯因檔期衝突離開該項目[300]，伊德瑞斯·艾尔巴其後確認在《自殺突擊隊：集結》中取代他[301]。2019年4月，死亡射手已從《集結》中移除，以便讓史密斯有機會在未來的電影中回歸[302]。而由於史密斯在薪酬上的要求，電影的製作於2022年4月被推遲，以便於其他電影項目[303]。
- 未定名《閃電俠》續集：2022年10月，據稱大衛·萊斯利·強森-麥古德瑞克已完成《閃電俠》續集的劇本，但企劃實現與否取決於第一作是否成功[304]。
- 《高譚魅影》：2016年5月，據傳華納打算推出小丑女的獨立電影，並加入貓女、毒藤女等其他DC女性角色。瑪格·羅比將回歸飾演小丑女[305]。2016年12月，片名定為《高譚魅影》（Gotham City Sirens），《自殺突擊隊》的導演大衛·艾亞回歸執導該片並擔任聯合製片人，吉尼瓦·羅柏森-德沃特（Geneva Robertson-Dworet）擔任編劇，羅比兼任執行監製，劇情改編自同名漫畫（英语：Gotham City Sirens）[298]。2017年8月，傑瑞德·雷托確認繼續出演小丑[215]。2018年8月，艾亞會面《高譚魅影》漫畫作家保羅·迪尼（英语：Paul Dini）[306][307]。項目的開發其後被推遲，以便於《猛禽小隊：小丑女大解放》[308]。 2020年1月，導演大衛·艾亞表示項目仍處於擱置狀態[309]，羅比表示自己選擇先拍攝《猛禽小隊》是為了向觀眾介紹鮮為人知的角色，又表示自己仍在進行《高譚魅影》項目，並希望探索小丑女與毒藤女和貓女的關係[310][311]。
- 《時俠》：2021年3月，華納宣布開發以時俠為主角的電影，由加文·詹姆斯（Gavin James）和尼爾·維德納（Neil Widener）執筆劇本，製作公司包括謝寧娛樂（英语：Chernin Entertainment）、華納兄弟影業和DC影業[312]。
- 《暴狼》：2009年9月，華納宣布正開發關於暴狼的電影，並曾先後與導演蓋·瑞奇和布萊德·派頓接觸[313][314]。最初選定巨石強森領銜出演標題角色[231][315]。主創經過多次更換之後，傑森·富赫斯（英语：Jason Fuchs）於2016年被聘為編劇[316]。2018年2月，導演麥可·貝正在和華納兄弟斡旋，而富赫斯開始重寫劇本，並參照貝的要求以降低預算[317]。2022年11月，傑森·摩莫亞表示，在岡恩和沙佛朗的領導下，有一個他心目中「美夢成真」的企劃正在籌備當中[318]，裡頭有他最喜歡的漫畫角色[319]。該企劃稍後經證實為《暴狼》[320][321]。2023年1月，岡恩和沙佛朗表示，摩莫亞不會同時飾演兩個DC角色，相關計畫要等到《水行俠2》之後才能理出頭緒[258]。
- 《金屬戰隊》：2007年4月，華納宣布開發以金屬戰隊（英语：Metal Men）為主角的影片，由撰寫劇本，蘿倫·雪勒·唐納（英语：Lauren Shuler Donner）及傑克·萊斯利（Jack Leslie）擔任製片人[322]。2012年5月，巴里·索南菲尔德與華納商議擔當導演[323]，並於6月確認執導[324]。2013年7月，DC娛樂公司總裁戴安娜·纳尔逊（英语：Diane Nelson (comics)）重申公司製作這部電影的意圖[325]。2021年10月，索南菲爾德透露電影的故事仍在編寫中[326]。同年12月，華納動畫正在開發一部《金屬戰隊》獨立動畫電影[327]。2022年11月，岡恩證實他和沙佛朗有計畫在未來將金屬戰隊帶回來[328]。
- 《夜翼》：2017年2月，華納正在計劃開發以「夜翼」迪克·格雷森為主角的獨立電影，由克里斯·麥凱擔任導演，比爾·迪比克（英语：Bill Dubuque）撰寫劇本[329]。2018年2月，克里斯·麥凱表示劇本基本接近完成[330]。2018年7月，導演查克·史奈德表示迪克·格雷森在電影《蝙蝠俠對超人：正義曙光》事件發生之前被小丑殺死，《正義曙光》中出現的死亡羅賓戰衣屬於迪克[331]。2021年6月，麥凱表示該項目因其他優先事項而被推遲，但也重申了自己仍打算製作這部電影的意圖，又表示這部電影可能會被重新製作，以消除其與DCEU的關聯[332]。
- 《塑膠人》：2018年12月，華納宣布開發以塑膠人（英语：Plastic Man）為主角的影片，聘請新人編劇阿曼達·伊杜庫（Amanda Idoko）執筆劇本，影片類型為喜劇動作冒險片[333]。2020年12月，凱特·瓦斯科（Cat Vasko）替代伊杜庫重寫劇本，該項目改成以女性為主角的影片[334]。
- 《靜電俠》：2020年8月，雷吉纳·哈德林（英语：Reginald Hudlin）在DC粉絲圓頂宣布開發以靜電俠（英语：Static (DC Comics)）為主角的實景真人電影[335]。10月，麥可·B·喬丹參與製作，他與雷吉纳·哈德林擔當監製，製作公司包括DC影業、華納兄弟影片、以及[336]。2020年12月，DC影業總裁華特·濱田稱《靜電俠》可能定於HBO Max獨家上映[46]。2021年3月，藍迪·麥金儂（Randy McKinnon）確定擔當編劇[337]。影片原本計劃於2022或2023年上映[338]。
- 《扎坦娜》：2018年11月，華納宣布計劃開發以扎坦娜為主角的電影[339]。2021年3月，華納在AT&T投資者會議上公佈該項目正在開發階段[340]。艾莫芮德·芬諾擔當編劇，J·J·亞伯拉罕擔當製片人，製作公司包括他的壞機器人製片公司[341]。至2022年10月，報導稱該片原本被HBO Max放棄，但後來考慮賣給其他串流媒體[342]。

## 電視劇
| 劇集         | 季數 | 集数 | 集数 | 上線日期      | 上線日期      | 上線日期 | 節目統籌    | 狀態   |
| 劇集         | 季數 | 集数 | 集数 | 首映          | 季终          | 电视网   | 節目統籌    | 狀態   |
| ------------ | ---- | ---- | ---- | ------------- | ------------- | -------- | ----------- | ------ |
| 《和平使者》 | 1    | 8    | 8    | 2022年1月13日 | 2022年2月17日 | HBO Max  | 詹姆斯·岡恩 | 已播出 |

### 《和平使者》（2022年）
2020年9月23日，導演詹姆斯·岡恩宣布將以「和平使者」克里斯托弗·史密斯為主角開發《自殺突擊隊：集結》的衍生影集，定於HBO Max首播，他與彼得·沙佛朗擔當監製。約翰·希南繼續出演影集的標題角色「和平使者」克里斯托弗·史密斯，史蒂夫·阿吉和珍妮佛·霍蘭德分別回歸出演電影《自殺突擊隊：集結》中角色，主演還包括丹妮尔·布鲁克斯、羅伯特·帕特里克和克里斯·康拉德。影集的主體拍攝於2021年1月在加拿大溫哥華開機，6月殺青。《和平使者》於2022年1月13日開播。

## 取消製作或重新開發的項目
- 《蝙蝠女孩》：2017年3月，華納聘請喬斯·溫登開發以「蝙蝠女孩」芭芭拉·高登為主角的電影，溫登擔當導演、編劇和製片人[350]。2018年2月22日，溫登退出製作該項目[351]。4月，華納繼續聘請《猛禽小隊：小丑女大解放》的克莉絲汀·哈德森擔當《蝙蝠女孩》的編劇[352]，又積極尋求女導演替代喬斯·溫登執導影片[353]。2019年11月，克莉絲汀·哈德森被聘為《閃電俠》的編劇，她將在完成創作《閃電俠》的劇本之後，動筆為《蝙蝠女孩》撰寫劇本[69]。2021年5月，阿迪爾·艾爾·阿比和畢拉爾·法拉確定擔當導演，克里斯汀·伯爾（英语：Kristin Burr）擔當製片人，影片定於HBO Max上映[354]。7月，萊斯里·葛莉絲確定出演女主角「蝙蝠女孩」芭芭拉·高登[355]。10月，此前在《正義聯盟》戲院版和導演剪輯版中出演詹姆斯·高登的J·K·西蒙斯確認回歸出演高登[356]，雅各布·西皮奧加入演員陣容飾演未公開角色[357]，布蘭登·費雪出演螢火蟲[358][359]。12月，米高·基頓確定出演主要角色[360]，《好萊塢報導》和《綜藝》隨後證實三十年前在提姆·波頓執導的《蝙蝠俠》和《蝙蝠俠大顯神威》中出演「蝙蝠俠」布魯斯·韋恩的基頓確定回歸出演該角色[361][362][363]。2022年1月，艾芙莉·阿基諾（英语：Ivory Aquino）確定出演DC真人电影裏的第一个跨性别角色艾莉西亞·楊（英语：Alysia Yeoh）[364]。《蝙蝠女孩》於2021年11月在格拉斯哥開機拍攝[365]，2022年3月殺青[366]。影片計劃於2022年在HBO Max上線[367]。但在2022年5月華納與探索公司合併後，新集團首席执行官大卫·扎斯拉夫（英语：David Zaslav）認為DC電影現時應集中於院線上映，華纳據報正考慮將《蝙蝠女孩》改為院線上映。8月，《紐約郵報》報稱《蝙蝠女》項目已被取消[368]。
- 班·艾佛列克之《蝙蝠俠》：2015年7月，報道稱班·艾佛列克將執導和主演《蝙蝠俠》獨立電影，他與傑夫·強斯共同編劇[369]。2016年3月，《蝙蝠俠對超人：正義曙光》上映之後，威廉·莫里斯奮進娛樂的聯合首席執行官帕特里克·懷特塞爾（英语：Patrick Whitesell）證實，艾佛列克已經完成了蝙蝠俠電影劇本的創作，希望能夠被華納兄弟選中並執導影片[370][371]。2017年1月30日，艾佛列克宣布辭去導演一職[372]，他表示自己壓力過大，難以同時擔任導演和演員的工作，但繼續擔任監製和編劇[373][374]。2月10日，華納選定麥特·李維斯擔當導演[375]。2020年8月22日，DC影業總裁華特·濱田（英语：Walter Hamada）透露李維斯執導的《蝙蝠俠》與DC擴展宇宙電影設定於DC多元宇宙（英语：List of DC Multiverse worlds）中不同的世界[376][377]。
- 《未來蝙蝠俠》：2022年12月，報導稱一部名為「未來蝙蝠俠」（Batman Beyond）的電影正在籌備中，該片由米高·基頓主演，克莉絲汀·哈德森編劇。片中出現年邁的蝙蝠俠，情節延續自他在《閃電俠》中的戲份，並且會包含貓女[378]。這項企畫在岡恩和沙佛蘭被任命為DC工作室CEO之後遭擱置[379]。2023年1月，岡恩和沙佛蘭表示，基頓飾演的蝙蝠俠有潛力出現在未來的多元宇宙項目當中[380]。
- 未定名《黑亞當》續集：參見黑亞當 (電影)#未來計劃
- 未定名《無限地球危機（英语：Crisis on Infinite Earths）》電影：2022年8月，當時华纳兄弟探索已合併完成、濱田準備要離任，有報導稱在這之前華納兄弟已在籌備《無限地球危機》的電影當中[381]。其劇情將包含多元宇宙以及主要角色們在平行現實中的化身。濱田離任之後，這個項目能實現與否取決於岡恩和沙佛蘭的計畫[378][382][383][384]。
- 《鋼骨》：2014年4月，雷·費雪確定出演維克多·史東 / 鋼骨[103]。2017年8月中旬，據報導，曾簽下三部DC擴展宇宙電影（前兩部為《蝙蝠俠對超人：正義曙光》及《正義聯盟》）片約的喬·莫頓（英语：Joe Morton）將回歸在該片中飾演維克多·史東之父賽拉斯·史東博士（Dr. Silas Stone）[385]。同年11月，雷·費雪表示該片尚在前期規畫階段，並透露，其劇情將以一種貼近的視角來聚焦在主角身上，如此觀眾才不會疑惑其他正義聯盟的成員為什麼沒出現[386][387]。他亦表示，《鋼骨》的劇組成員將非常多元化[388]。影片原計劃於2020年4月3日上映[18]，因製作延期而撤檔[389]。2019年6月，主演雷·費雪在採訪中證實他依然對該項目感興趣，但主體拍攝時間未定。他透露影片將圍繞鋼骨家庭成員間破裂的關係展開，並進一步探索超級英雄的力量與科技的聯繫[390]。2020年4月，雷·費雪證實該項目正在繼續開發之中[391]。雷·費雪於2020年7月指控喬斯·溫登在執導《正義聯盟》期間存在不當行為，12月，由於對華納的處理方式不滿，他稱不會參與華特·濱田擔當DC影業總裁期間主導的任何項目[392]。
- 《喪鐘》：2017年10月，據TheWrap報導，喪鐘的獨立電影正在計劃中，《全面突襲》的導演蓋瑞斯·艾文斯有望擔任導演及編劇，而喬·曼格尼洛也將會是主演[393]。2018年10月，蓋瑞斯·艾文斯表示仍未於華納簽約[394]。2020年4月，導演蓋瑞斯·艾文斯表示該項目已被擱置[395]。2021年3月，主演喬·曼格尼洛稱華納已停止開發該項目[396]。
- 《綠光軍團》：2014年10月，華納宣布開發以綠光軍團為主角的電影[18][397]。2017年1月，大衛·S·高耶與賈斯汀·羅德（Justin Rhodes）確定擔當編劇，高耶同時擔當製片人，劇本改編自高耶和傑夫·強斯創作的漫畫故事。華納稱影片類似於太空版的《轟天炮》[398][399]。2018年1月底，高耶稱影片仍處於開發階段[400]。同年6月，華納聘請傑夫·強斯重寫劇本，同時增補為製片人的強斯透露劇本創作靈感主要源自新52中的綠光戰警相關漫畫[45]。《綠光軍團》原計劃於2020年7月24日上映[401]，但因製作延期而撤檔[389]。2019年11月，傑夫·強斯透露將在當年年底之前把劇本送交華納兄弟[69]。查克·史奈德在製作2021年電影《查克·史奈德之正義聯盟》期間，由於華納正在計劃開發本項目，原定出現於《查克·史奈德之正義聯盟》中的綠光戰警約翰·史都華因此被刪去[402]。2021年4月，影片計劃於2022或2023年上映[338]，但在2022年12月，岡恩公布了DC宇宙的全新《綠光軍團》電視劇[50]。
- 《哈莉·奎茵對小丑》：2017年7月底，據報導，華納兄弟正在籌拍一部由哈莉·奎茵與小丑當主角的電影，工作標題為「哈莉·奎茵對小丑」（Harley Quinn vs the Joker）[403][404]。2017年9月，格勒恩·菲卡爾雅（英语：Glenn Ficarra）和約翰·雷戈雅（英语：John Requa）確定擔當影片的編劇、導演兼監製[405]。2018年9月，菲卡爾雅和雷戈雅表示劇本已經創作完成並提交給華納，影片計劃在《猛禽小隊：小丑女大解放》之後開啟製作[406]。2019年2月，報道稱華納已經取消製作這部影片[407]。
- 未定名小丑電影：2018年6月，不同於瓦昆·菲尼克斯主演的2019年電影《小丑》，另一部關於小丑的電影正在前期開發階段。傑瑞德·雷托擔當執行製片人，並繼續領銜出演小丑[408]。2019年2月，報道稱華納已經取消製作這部影片[407]。
- 未命名《正義聯盟》續集：參見正義聯盟 (電影)#續集
- 《黑暗正義聯盟》：2012年11月，報道稱葛雷摩·戴托羅計劃以黑暗正義聯盟為主角創作電影劇本，標題為。影片中的主要人物包括死俠（英语：Deadman (comics)）、幽靈、沼澤異形、約翰·康斯坦汀、魅影陌客（英语：Phantom Stranger）、扎坦娜、扎塔拉（英语：Zatara）、薩爾貢法師（英语：Sargon the Sorcerer）和惡魔伊特萊根（英语：Etrigan the Demon）[409]。2013年1月，戴托羅證實正在開發這部影片，工作標題為[410]。2014年11月，戴托羅將劇本送交給華納[411]。2015年6月，戴托羅退出該項目[412]。2016年8月，華納聘請道格·李曼擔當導演，史考特·魯丁擔當監製，麥克·吉利歐（Michael Gilio）重寫劇本[413]。2017年5月，由於李曼的檔期調度衝突，退出導演一職[414]。2017年中旬，該項目的工作名稱改為[267]，傑拉德·約翰史東（英语：Gerard Johnstone）進一步完善劇本[415]。2020年4月，華納宣布聯合J·J·亞伯拉罕的壞機器人製片公司，將該項目開發為電視劇，定於HBO Max首播，J·J·亞伯拉罕擔當執行監製[416]。該劇計畫在所有成員角色都在各自的電視劇出場之後才播出，這種方法受到漫威Netflix系列電視劇所啟發，後者即先推出個別角色電視劇，之後才推出《捍衛者聯盟》[417]。2023年1月，該劇不再繼續推進[418]。
- 未定名《超人：鋼鐵英雄》續集：參見超人：鋼鐵英雄#《超人：鋼鐵英雄2》
- 《新神族》：2018年3月，華納選定阿娃·杜威內執導一部關於新神族（英语：New Gods）的電影[419]，卡里奧·塞勒姆（英语：Kario Salem）執筆編劇[420]。《綜藝》稱這部影片設定於DC擴展宇宙[421]，《好萊塢新聞前線》稱影片與此前的電影沒有聯繫[420]。2019年5月，杜威內表示與湯姆·金（英语：Tom King (writer)）聯合創作劇本[422]。2019年7月，湯姆·金透露已經組建以傑克·科比原作漫畫為藍本的編劇創作團隊[423]。達克賽德和復仇女神戰隊（英语：Female Furies）將出現於電影之中[424]。新神族的達克賽德原本出現於電影《正義聯盟》之中，但是在院線版本中被剪掉，它將出現於2021年釋出的導演剪輯版《查克·史奈德之正義聯盟》中，由雷·波特飾演[425]。2021年4月1日，華納宣布停止開發該項目[338]。
- 《海溝族》：2019年2月，華納宣布製作2018年電影《水行俠》的衍生影片《海溝族》，該影片是一部以海溝族（英语：The Trench (comics)）為主角的恐怖片。溫子仁和彼得·沙佛朗（英语：Peter Safran）繼續擔任監製，由新人編劇諾亞·加德納（Noah Gardner）和艾丹·費茲傑羅（Aidan Fitzgerald）創作劇本。該影片的預算低於其他基於DC漫畫製作的電影[426]。3月，監製彼得·沙佛朗表示希望《海溝族》能夠在《水行俠2》之前上映[291]。2021年4月1日，華納宣布停止開發該項目[338]。
- 《神奇雙子》：2022年2月，華納宣布開發以「神奇雙子（英语：Wonder Twins）」贊與詹娜為主角的影片，計劃於HBO Max上線。由《黑亞當》編劇亞當·席堤凱爾自編自導，同時也是席堤凱爾的導演處女作[427]。2022年4月，K·J·阿帕與伊莎貝爾·梅確定分別出演標題角色「神奇雙子」中的贊與詹娜，馬蒂·包溫和懷克·戈弗雷（英语：Wyck Godfrey）共同擔任監製，影片由華納影業、Max原創節目（Max Originals）以及Temple Hill Entertainment（英语：Temple Hill Entertainment）聯合製作。影片的主體拍攝計劃於2022年7月在喬治亞州亞特蘭大開機[428]，但其後於2022年5月在華納與探索公司合併後突然被取消。據報導，正尋求對DC影視資產進行重大改革的新集團首席执行官大卫·扎斯拉夫（英语：David Zaslav）認為該項目超過7500萬美元的預算不足以在流媒體首映的情況下回本、而且DC電影現時應集中於院線上映，亦有消息人士表示該項目的構思方式太小眾[427][429]。
- 未定名《神力女超人1984》續集：參見神力女超人1984#續集

## 多元宇宙

### 綠箭宇宙
由伊薩·米勒飾演的「閃電俠」貝瑞·艾倫客串出現於CW電視台發行的綠箭宇宙交叉集《無限地球危機》中，通過多元宇宙的概念將DC擴展宇宙與綠箭宇宙建立聯繫。

### 其他作品
2020年8月，DC影業的總裁華特·濱田透露2019年電影《小丑》和2022年電影《蝙蝠俠》與DC擴展宇宙系列電影設定於不同的宇宙。此外，HBO Max計劃以高譚市警局為中心開發的衍生電視劇與電影《蝙蝠俠》處於同一宇宙，是電影的前傳。同年12月，華特·濱田表示DC影業正在計劃進一步拓展DC多元宇宙，對同一角色同時開發多部影視作品。

## 音樂

### 電影配樂
| 標題                            | 發行日         | 時長                       | 配樂家               | 發行商     |
| ------------------------------- | -------------- | -------------------------- | -------------------- | ---------- |
| 超人：鋼鐵英雄 (原聲帶)         | 2013年6月11日  | - 87:49 - 118:18（豪華版） | 漢斯·季默            | 水塔音樂   |
| 蝙蝠俠對超人：正義曙光 (原聲帶) | 2016年3月18日  | - 71:35 - 90:27（豪華版）  | 漢斯·季默和Junkie XL | 水塔音樂   |
| 自殺突擊隊 (原聲帶)             | 2016年8月8日   | - 72:33 - 93:38（數位版）  | 史蒂文·普賴斯        | 水塔音樂   |
| 神力女超人 (原聲帶)             | 2017年6月2日   | 78:38                      | 魯伯特·葛雷森-威廉士 | 水塔音樂   |
| 正義聯盟 (原聲帶)               | 2017年11月10日 | 94:05                      | 丹尼·葉夫曼          | 水塔音樂   |
| 水行俠 (原聲帶)                 | 2018年12月14日 | 65:02                      | 魯伯特·葛雷森-威廉士 | 水塔音樂   |
| 沙贊！ (原聲帶)                 | 2019年4月5日   | 73:13                      | 班傑明·沃爾費許      | 水塔音樂   |
| 猛禽小隊：小丑女大解放 (專輯)   | 2020年2月7日   | 42:52                      | （多人合作）         | 大西洋唱片 |
| 猛禽小隊：小丑女大解放 (原聲帶) | 2020年2月14日  | 62:01                      | 丹尼爾·彭伯頓        | 水塔音樂   |
| 神力女超人1984 (原聲帶)         | 2020年12月16日 | 90:23                      | 漢斯·季默            | 水塔音樂   |
| 查克·史奈德之正義聯盟 (原聲帶)  | 2021年3月18日  | 234:09                     | Junkie XL            | 水塔音樂   |
| 自殺突擊隊：集結 (電影原聲帶)   | 2021年8月6日   | 45:25                      | 約翰·墨菲            | 水塔音樂   |
| 自殺突擊隊：集結 (歌曲原聲帶)   | 2021年8月6日   | 50:58                      | （多人合作）         | 水塔音樂   |
| 黑亞當 (原聲帶)                 | 2022年10月21日 | 109:00                     | 洛恩·巴爾夫          | 水塔音樂   |
| 沙贊！眾神之怒 (原聲帶)         | 2023年3月10日  | 60:25                      | 克里斯托弗·贝克      | 水塔音樂   |

### 單曲
| 標題                                   | 發行日         | 長度 | 歌手                                                       | 發行商     | 電影                       |
| -------------------------------------- | -------------- | ---- | ---------------------------------------------------------- | ---------- | -------------------------- |
| 異類                                   | 2016年6月16日  | 3:15 | 二十一名飛員樂團                                           | 大西洋唱片 | 《自殺突擊隊》             |
| 殤痛殺客                               | 2016年6月24日  | 4:04 | 小韋恩、威茲·哈利法、謎幻樂團、Logic、Ty Dolla Sign與X大使 | 大西洋唱片 | 《自殺突擊隊》             |
| 紫色藍寶堅尼                           | 2016年7月22日  | 3:35 | 史奇雷克斯及瑞克·羅斯                                      | 大西洋唱片 | 《自殺突擊隊》             |
| 匪徒                                   | 2016年8月8日   | 2:57 | 柯蘭尼                                                     | 大西洋唱片 | 《自殺突擊隊》             |
| 成為凡人                               | 2017年5月25日  | 4:01 | 希雅及拉布林斯                                             | 水塔音樂   | 《神力女超人》             |
| Come Together                          | 2017年9月7日   | 3:13 | 小蓋瑞·克拉克及Junkie XL                                   | 水塔音樂   | 《正義聯盟》               |
| "Everybody Knows"                      | 2017年11月10日 | 4:26 | 西格麗德                                                   | 水塔音樂   | 《正義聯盟》               |
| "Everything I Need"                    | 2016年12月14日 | 3:16 | 史蓋拉·葛蕾                                                | 水塔音樂   | 《水行俠》                 |
| "鑽石"                                 | 2020年1月10日  | 3:19 | 梅根·西·斯塔莉安與诺曼妮                                   | 大西洋唱片 | 《猛禽小隊：小丑女大解放》 |
| "Joke's On You"                        | 2020年1月17日  | 3:04 | Charlotte Lawrence                                         | 大西洋唱片 | 《猛禽小隊：小丑女大解放》 |
| "Boss Bitch (Doja Cat song)"           | 2020年1月24日  | 2:14 | Doja Cat                                                   | 大西洋唱片 | 《猛禽小隊：小丑女大解放》 |
| "Sway With Me"                         | 2020年1月31日  | 2:48 | 萨维蒂與GALXARA                                            | 大西洋唱片 | 《猛禽小隊：小丑女大解放》 |
| "Experiment On Me"                     | 2020年2月7日   | 3:35 | 海爾希                                                     | 大西洋唱片 | 《猛禽小隊：小丑女大解放》 |
| "Sway With Me" (GALXARA Version)       | 2020年5月1日   | 2:33 | GALXARA                                                    | 大西洋唱片 | 《猛禽小隊：小丑女大解放》 |
| "Rain"                                 | 2021年6月22日  | 3:56 | Grandson與Jessie Reyez                                     | 大西洋唱片 | 《自殺突擊隊：集結》       |
| "Oh No!!!" (The Suicide Squad Version) | 2021年7月2日   | 3:33 | Grandson、Vic Mensa與Masked Wolf                           | 大西洋唱片 | 《自殺突擊隊：集結》       |

## 迴響

### 票房表現
| 電影                   | 美國上映日期   | 票房收入 （單位：美元） | 票房收入 （單位：美元） | 票房收入 （單位：美元） | 預算 （單位：美元） | 來源            |
| 電影                   | 美國上映日期   | 美國和加拿大            | 其他地區                | 全球                    | 預算 （單位：美元） | 來源            |
| ---------------------- | -------------- | ----------------------- | ----------------------- | ----------------------- | ------------------- | --------------- |
| 超人：鋼鐵英雄         | 2013年6月14日  | $291,045,518            | $377,000,000            | $668,045,518            | $2.25億             | [ 435 ]         |
| 蝙蝠俠對超人：正義曙光 | 2016年3月25日  | $330,360,194            | $543,277,334            | $873,637,528            | $2.5億              | [ 436 ]         |
| 自殺突擊隊             | 2016年8月5日   | $325,100,054            | $421,746,840            | $746,846,894            | $1.75億             | [ 437 ]         |
| 神力女超人             | 2017年6月2日   | $412,845,172            | $410,009,114            | $822,854,286            | $1.49億             | [ 438 ]         |
| 正義聯盟               | 2017年11月17日 | $229,024,295            | $428,902,692            | $657,926,987            | $3億                | [ 439 ]         |
| 水行俠                 | 2018年12月21日 | $335,104,314            | $813,424,079            | $1,148,528,393          | $2億                | [ 440 ]         |
| 沙贊！                 | 2019年4月5日   | $140,480,049            | $227,318,962            | $367,799,011            | $1億                | [ 441 ]         |
| 猛禽小隊：小丑女大解放 | 2020年2月7日   | $84,172,791             | $121,200,000            | $205,372,791            | $8500萬             | [ 442 ]         |
| 神力女超人1984         | 2020年12月25日 | $46,801,036             | $122,800,000            | $169,601,036            | $2億                | [ 443 ]         |
| 自殺突擊隊：集結       | 2021年8月5日   | $55,817,425             | $112,900,000            | $168,717,425            | $1.85億             | [ 444 ]         |
| 黑亞當                 | 2022年10月21日 | $168,152,111            | $225,100,000            | $393,252,111            | $1.95億             | [ 445 ]         |
| 沙贊！眾神之怒         | 2023年3月17日  | $57,638,006             | $76,200,000             | $133,838,006            | $1.25億             | [ 446 ]         |
| 閃電俠                 | 2023年6月16日  | $108,133,313            | $162,500,000            | $270,633,313            | $2億                | [ 447 ] [ 448 ] |
| 藍甲蟲                 | 2023年8月18日  | $72,470,833             | $56,800,000             | $129,270,833            | $1.04億             | [ 449 ]         |
| 水行俠 失落王國        | 2023年12月22日 | $124,405,809            | $309,900,000            | $434,305,809            | $2.05億             | [ 450 ]         |
| 總計                   | 總計           | $2,781,550,920          | $4,422,273,852          | $7,203,824,772          | $26.98億            | [ 451 ] [ 452 ] |

### 評價

#### 電影
| 電影                   | 專業評價         | 專業評價       | 公眾評價 | 公眾評價 |
| 電影                   | 爛番茄           | Metacritic     | 影院评分 | PostTrak |
| ---------------------- | ---------------- | -------------- | -------- | -------- |
| 超人：鋼鐵英雄         | 56%（343篇評論） | 55（47篇評論） | A−       | 不適用   |
| 蝙蝠俠對超人：正義曙光 | 29%（437篇評論） | 44（51篇評論） | B        | 73%      |
| 自殺突擊隊             | 26%（391篇評論） | 40（53篇評論） | B+       | 73%      |
| 神力女超人             | 93%（480篇評論） | 76（50篇評論） | A        | 82%      |
| 正義聯盟               | 39%（409篇評論） | 45（52篇評論） | B+       | 85%      |
| 水行俠                 | 65%（414篇評論） | 55（50篇評論） | A–       | 不適用   |
| 沙贊！                 | 90%（420篇評論） | 71（53篇評論） | A        | 83%      |
| 猛禽小隊：小丑女大解放 | 78%（441篇評論） | 60（59篇評論） | B+       | 不適用   |
| 神力女超人1984         | 58%（448篇評論） | 60（58篇評論） | B+       | 78%      |
| 查克·史奈德之正義聯盟  | 71%（308篇評論） | 54（46篇評論） | 不適用   | 不適用   |
| 自殺突擊隊：集結       | 90%（379篇評論） | 72（55篇評論） | B+       | 83%      |
| 黑亞當                 | 38%（300篇評論） | 41（52篇評論） | B+       | 不適用   |
| 沙贊！眾神之怒         | 49%（252篇評論） | 47（49篇評論） | B+       | 78%      |
| 閃電俠                 | 63%（382篇評論） | 55（55篇評論） | B        | 77%      |
| 藍甲蟲                 | 78%（268篇評論） | 61（51篇評論） | B+       | 82%      |
| 水行俠 失落王國        | 34%（203篇評論） | 42（43篇評論） | B        | 69%      |

#### 電視劇
| 影集         | 季數 | 季數 | 爛番茄          | Metacritic     |
| ------------ | ---- | ---- | --------------- | -------------- |
| 《和平使者》 |      | 1    | 94%（70篇評論） | 69（24篇評論） |

## 其他媒體

### 小說
| 標題                                                                         | 出版日期      | 作家                           | 附註                                       | 來源    |
| ---------------------------------------------------------------------------- | ------------- | ------------------------------ | ------------------------------------------ | ------- |
| 超人：鋼鐵英雄：早年：青少年小說 Man of Steel: The Early Years: Junior Novel | 2013年4月30日 | 法蘭克·懷特曼 Frank Whitman    | 搭配《超人：鋼鐵英雄》的童書。             | [ 498 ] |
| 超人：鋼鐵英雄：朋友與敵人 Man of Steel: Friends and Foes                    | 2013年4月30日 | 露西·羅森 Lucy Rosen           | 搭配《超人：鋼鐵英雄》的童書。             | [ 499 ] |
| 超人：鋼鐵英雄：官方電影小說 Man of Steel: The Official Movie Novelization   | 2013年6月25日 | 葛雷格·考克斯 Greg Cox         | 《超人：鋼鐵英雄》小說化。                 | [ 500 ] |
| 蝙蝠俠對超人：正義曙光-交火 Batman v Superman: Dawn of Justice – Cross Fire  | 2016年2月16日 | 麥可·克格爾 Michael Kogge      | 搭配《蝙蝠俠對超人：正義曙光》的前傳小說。 | [ 501 ] |
| 自殺突擊隊：官方電影小說 Suicide Squad: The Official Movie Novelization      | 2016年8月5日  | 馬文·沃夫曼 Marv Wolfman       | 《自殺突擊隊》小說化。                     | [ 502 ] |
| 神力女超人：青年小說 Wonder Woman: The Junior Novel                          | 2017年5月30日 | 史帝夫·柯特 Steve Korte        | 《神力女超人》小說化。                     | [ 503 ] |
| 神力女超人：官方電影小說 Wonder Woman: The Official Movie Novelization       | 2017年6月6日  | 南西·霍德 Nancy Holder         | 《神力女超人》小說化。                     | [ 504 ] |
| 水行俠：亞瑟的亞特蘭提斯指南 Aquaman: Arthur’s Guide to Atlantis             | 2018年11月6日 | 亞莉珊卓·韋斯特 Alexandra West | 指南書。                                   | [ 505 ] |
| 水行俠：暗潮 Aquaman: Undertow                                               | 2018年11月6日 | 史帝夫·貝林 Steve Behling      | 搭配《水行俠》的前傳小說。                 | [ 505 ] |
| 沙贊：青少年小說 Shazam!: The Junior Novel                                   | 2019年2月26日 | 克萊厄琵·格拉斯 Calliope Glass | 《沙贊!》小說化。                          | [ 506 ] |
| 沙贊：佛萊迪的超級英雄指南 Shazam!: Freddy's Guide to Super Hero-ing         | 2019年2月26日 | 史帝夫·貝林 Steve Behling      | 指南書。                                   | [ 507 ] |
| 神力女超人1984：青年小說 Wonder Woman 1984: The Junior Novel                 | 2020年7月7日  | 克萊厄琵·格拉斯 Calliope Glass | 《神力女超人1984》小說化。                 | [ 508 ] |
| 神力女超人1984：真实，爱与奇迹 Wonder Woman 1984: Truth, Love & Wonder       | 2020年7月7日  | 亞莉珊卓·韋斯特 Alexandra West | 名言集。                                   | [ 509 ] |

### 漫畫
| 標題                                                                                                | 發行 | 出版日期                  | 作家                                                        | 藝術家                                                     | 來源    |
| --------------------------------------------------------------------------------------------------- | ---- | ------------------------- | ----------------------------------------------------------- | ---------------------------------------------------------- | ------- |
| 超人：鋼鐵英雄前傳 Man of Steel Prequel                                                             | 1    | 2013年5月18日             | 史特林·蓋茲                                                 | 傑瑞·歐德維                                                | [ 510 ] |
| 蝙蝠俠對超人：正義曙光前傳 Batman v Superman: Dawn of Justice Prequel                               | 5    | 2016年2月3日              | 克里斯托·蓋奇                                               | 喬·貝內特                                                  | [ 511 ] |
| 通用磨坊出品 蝙蝠俠對超人：正義曙光 General Mills Presents Batman v Superman: Dawn of Justice       | 4    | 2016年2月28日             | 傑夫·帕克、克里斯托·蓋奇、 瑪格莉特·貝內特和喬書亞·威廉姆森 | R·B·席爾瓦、費德里科·達洛基奧、 馬克斯·圖和愛德華多·潘希卡 | [ 512 ] |
| 多力多滋單集漫畫：蝙蝠俠對超人-高點／低點 Doritos One-Shot: Batman v Superman – Upstairs/Downstairs | 1    | 2016年2月29日             | 克里斯托·蓋奇                                               | 喬·貝內特                                                  | [ 511 ] |
| 自殺突擊隊：自殺金髮女 Suicide Squad – Suicide Blonde                                               | 1    | 2016年6月2日              | 東尼·貝達德                                                 | 湯姆·迪爾尼克、胡安·阿爾巴朗、 Hi-Fi和洛瑞·傑克森          | [ 513 ] |
| 賓士出品 正義聯盟 Mercedes-Benz Presents: Justice League                                            | 6    | 2017年10月20日 ～11月15日 | 亞當·斯拉格曼                                               | 傑森·貝陶爾                                                | [ 514 ] |

### 電子遊戲
| 標題                                                                                  | 發行日期      | 製作商             | 附註                                             | 來源    |
| ------------------------------------------------------------------------------------- | ------------- | ------------------ | ------------------------------------------------ | ------- |
| 超人：鋼鐵英雄 Man of Steel                                                           | 2013年6月14日 | 華納兄弟           | 搭配《超人：鋼鐵英雄》的遊戲。                   | [ 515 ] |
| 凱洛格之超人：鋼鐵英雄 Kellogg's Man of Steel                                         | 2013年4月19日 | Catapult Marketing | 搭配《超人：鋼鐵英雄》的遊戲。                   | [ 516 ] |
| 蝙蝠俠對超人：正義曙光-誰能勝出？ Batman vs Superman: Dawn of Justice – Who Will Win? | 2016年3月16日 | 華納兄弟           | 無盡跑酷；搭配《蝙蝠俠對超人：正義曙光》的遊戲。 | [ 517 ] |
| 自殺突擊隊：特別行動 Suicide Squad: Special Ops                                       | 2016年7月19日 | 華納兄弟           | 第一人稱射擊；搭配《自殺突擊隊》的遊戲。         | [ 518 ] |
| 神力女超人：戰士的崛起 Wonder Woman: Rise of the Warrior                              | 2017年5月23日 | 華納兄弟           | 無盡跑酷；搭配《神力女超人》的遊戲。             | [ 519 ] |
| 正義聯盟VR Justice League VR: The Complete Experience                                 | 2017年12月5日 | 華納兄弟           | VR遊戲；搭配《正義聯盟》.                        | [ 520 ] |

## 另見
- DC動畫宇宙
- 綠箭宇宙
- DC漫畫改編電影列表
- DC漫畫改編電視劇列表
- 漫威電影宇宙

## 備註
1. ↑  2017年電影《正義聯盟》的導演剪輯版本。

## 外部連結
- DC Extended Universe Wiki